# Avenida Las Américas (Guatemala)
La Avenida Las Américas es un bulevar principal ubicado en la Zona 13 y Zona 14 de la Ciudad de Guatemala, Guatemala. Es considerada una de las avenidas más importantes de la ciudad. Tiene 2,6 kilómetros (2 mi) de longitud, y un ancho promedio de 65 metros (213 pies) de acera a acera. Actualmente divide las zonas 13 y 14 con múltiples plazas, jardines y monumentos. La avenida se encuentra en la parte sur oeste de la ciudad, fue trazada a finales del siglo XIX pero fue habilitado el nombre en 1948 cuando se fundó la Organización de los Estados Americanos el 30 de abril del mismo año, esta avenida es la prolongación de la Avenida Reforma.

## Características de la carretera
La Avenida Las Américas es una de las avenidas más emblemáticas de la Ciudad de Guatemala, divide las actuales zonas 13 y 14 con una longitud de 2.60 kilómetros y 65 metros de acera a acera. Sin embargo uno de sus mayores atractivos es la cantidad de plazas, jardines, monumentos y áreas verdes en su interior. Esta vía conmemora la vida de grandes personajes de la historia del continente americano y múltiples personajes referentes a la libertad e independencia del país. Actualmente la avenida cuenta con 13 plazas conmemorativas.
Actualmente La avenida “Las Américas” que es una continuación de la Avenida Reforma, es una de las avenidas de la ciudad con mayor cantidad de monumentos y plazas. El inicio de esta avenida está señalado por un gran pilar de 18 metros de altura dentro de la Plaza del Obelisco, representando la grandeza de la nación ante el mundo, según la descripción al pie del Monumento a los Próceres de la Independencia. Antes de la Plaza del Obelisco estaba el Palacio de la Reforma que funcionó como museo desde 1898 pero destruido por los terremotos de 1917 y 1918, por tal motivo y debido al centenario del natalicio de Justo Rufino Barrios, el General Jorge Ubico Castañeda inauguró el monumento a los Próceres de la Independencia el 19 de julio de 1935.
El día 31 de enero de 1893, se contrató la construcción de un monumento que conmemorara el Cuarto Centenario, siendo firmado por el secretario de Gobernación, licenciado Manuel Estrada Cabrera, -por ausencia del titular de la cartera de Fomento, Próspero Morales- y don Tomás Mur. El contrato contemplaba, «un monumento a Cristóbal Colón, de nueve metros de altura, conforme se marca en la escala puesta al pie del plano respectivo», y la forma y detalles artísticos debían corresponder a los propuestos por Mur en el plano presentado al Gobierno. El monumento debería ejecutarse en bronce y «mármoles diversos y piedra del país en todo su revestimiento, los macizos y apoyos del interior de calicanto y ladrillo», y tenía que entregarse por el artista el último día del mes de noviembre de 1893.
Por el valor total de la obra, el gobierno se comprometió a pagar la suma de dieciocho mil pesos guatemaltecos: tres mil pesos al aprobarse este contrato por el jefe del Ejecutivo y mil quinientos pesos mensuales durante los diez meses siguientes, hasta completar la suma acordada.  El contrato contemplaba la exoneración de aranceles de importación, de los materiales que ingresaran vía el Puerto de San José para la fabricación del monumento.
Sin embargo, pese a la premura presidencial, el monumento no pudo inaugurarse sino hasta el 30 de junio de 1896, cuando casi todas las obras iniciadas por Reina Barrios comenzaron a volverse realidad dadas las dificultades técnicas y económicas que tuvo que enfrentar el presidente para hacer realidad su sueño de progreso y civilización, aún y cuando esto significó el hundimiento de las finanzas nacionales, el endeudamiento desmedido del país y el eventual asesinato del presidente en febrero de 1898.  Entre los gastos incurridos, se incluyó la importación de maquinaria para montar una ladrillera de propiedad estatal, pero que no pudo ponerse en operación de forma inmediata pues no se contaba con personal nacional capacitado, y fue necesario enseñar a los futuros operarios toda la técnica para poder iniciar la producción de ladrillo local.
El monumento fue inaugurado el 30 de junio de 1896 en la Plaza de Armas, en un acto apadrinado por la señora Algeria Benton de Reina Barrios, primera dama de Guatemala.  Al acto asistieron miembros del gabinete de gobierno, del cuerpo diplomático y del ayuntamiento de la Ciudad de Guatemala. Originalmente se colocó en la Plaza de las Armas, luego se trasladó al Parque Jocotenango y en 1962 se envió a la Avenida Las Américas.

### Monumentos
- Monumento al llamado libertador de América, Simón Bolívar.
- Monumento al Dr. Rafael Ángel Calderón.
- Monumento a José Cecilio del Valle.
- Monumento a Benito Juárez.
- Monumento a Cristóbal Colón.

### Plazas
- Plaza Berlín.
- Plaza Ecuador.
- Plaza Uruguay.
- Plaza Perú.
- Plaza República Dominicana.
- Plaza Nicaragua.
- Plaza Argentina.
- Plaza Chile.
- Plaza Colombia.
- Plaza Cuba.
- Plaza Canadá.
- Plaza Central de las Américas representada por Cristóbal Colón.
- Plaza a Juan Pablo II.

### Pasos y pedales
Las Américas es visitada por un promedio de 15,000 personas cada domingo por las actividades que realiza la Municipalidad de Guatemala, dicha actividad denominada Pasos y Pedales se realiza desde el 2001 en donde toda la avenida se convierte en un parque lineal donde los visitantes pueden transitar libremente por el área, trotando, montando bicicleta o con mascotas y amigos. El paso vehicular se restringe en esta zona para mayor seguridad de los peatones.
La Ciudad de Guatemala promueve la participación en diferentes actividades recreativas, deportivas y culturales, Pasos y pedales las Américas funciona todos los domingos en horario de 10:00 a 14:00 horas, durante ese tiempo las actividades que incluyen ciclismo, caminatas y conciertos son reguladas por agentes de la Policía Municipal de Tránsito, Policía Municipal y personal municipal que supervisan y establecen orden entre todas las personas. Otras actividades como juegos de ajedrez, clases de danza y Taichí también se llevan a cabo.